# 洛普什尼齊亞
49°30′16″N 22°43′30″E / 49.50444°N 22.72500°E
洛普什尼齊亞（烏克蘭語：Лопушниця），是烏克蘭西部的村莊，隸屬利維夫州的桑比爾區。該村面積1.34平方公里，海拔高度400米，2001年人口506，人口密度每平方公里377.61人。